# Plattsburgh (ville)
Plattsburgh est une petite ville au nord de l'État de New York, dans le comté de Clinton. Sa population était estimée lors du recensement de 2000 à 18 816 habitants. Fondée en 1785, la ville tient son nom de Zephaniah Platt, un des premiers propriétaires terriens de la région.
Le village est contigu de Plattsburgh, et est desservie par le nouvel aéroport international de Plattsburgh, inauguré le 27 avril 2007. Sur les bords du lac Champlain, elle fait face à l'État voisin du Vermont.

## Histoire
Le village fut fondé en 1785. Des morceaux de son territoire ont servi à former les villages de Peru (1792), Beekmantown (1820), Saranac (1824) et Schuyler Falls (1848). La bataille du lac Champlain de la guerre de 1812 y a été disputée.